# Isla (album)
Isla è il secondo album del gruppo jazz inglese Portico Quartet, pubblicato dalla Real World Records nel 2009. È stato seguito da un extended play con 4 tracce addizionali.

## Tracce
Compact disc
1. Paper Scissors Stone – 5:27
2. The Visitor – 5:31
3. Dawn Patrol – 6:00
4. Line – 7:30
5. Life Mask (Interlude) – 1:16
6. Clipper – 6:31
7. Life Mask – 7:17
8. Isla – 5:09
9. Shed Song (Improv. No 1) – 8:23
10. The Full Catastrophe – 7:18
11. Line (Alternate Take 5) – 8:28
12. Cap Gun – 3:09
13. Su-Bo’s Mental Meltdown – 5:44

Durata totale: 77:43

## Formazione
- Jack Wyllie - sassofono
- Milo Fitzpatrick - contrabbasso
- Duncan Bellamy - percussioni
- Nick Mulvey - hang